# 贵州建工
贵州建工集团有限公司是中华人民共和国一家主要从事房屋建筑、房地产开发、基础建设及设计勘察业务的混合所有制企业，前身为贵州省建筑工程局。

## 历史沿革
1983年，贵州省建工局更名为省建筑工程总公司，为国资企业。1994年省建总公司更名为贵州建工集团总公司。1995年3月2日，贵州建工集团挂牌成立，集团以贵州省建筑工程总公司为核心。2010年12月改制更名为贵州建工集团有限公司。2013年底，集团总资产70.09亿元人民币、营业收入210亿元人民币。